# Nou malalties
En la mitologia finesa, les Nou malalties (Yhdeksän sairautta en finès) són els fills de Loviatar, la filla cega de Tuoni. Està impregnada pel vent (algunes versions de la història diuen que Iku-Turso els va ser pare). Segons la versió explicada al Kalevala són Pistos (tuberculosi), Ähky (còlics), Luuvalo (gota), Riisi (raquitisme), Paise (úlcera), Rupi (crosta), Syöjä (càncer) i Rutto (pesta). La novena, una bruixa i la pitjor de totes, continua sense nom. Ell, la personificació de l'enveja, és desterrat per la seva mare per convertir-se en el flagell de la humanitat. Altres versions de runes esmenten nou malalties amb el nom de la bruixa que és el desè fill. Alguns d'ells també utilitzen noms més esotèrics com Nuolennoutaja (Portador de fletxa), Painaja (Colador o malson), Kielen kantaja (Portador de llengua), Ohimoiden ottaja (Prenedor de temples) i Sydämen syöjä (Menjador de cor), que també es poden interpretar com a noms de malalties. Louhi, la mestressa del nord que fa de llevadora dels fills, els envia a Kaleva on són derrotats per Väinämöinen.

## Fragment de Kalevala
| Així Lowyatar va anomenar la seva descendència, |
| Còlics, pleuresia i febre,                      |
| Úlcera, pesta i tuberculosi,                    |
| Gota, esterilitat i càncer.                     |
| I el pitjor d'aquests nou nens                  |
| El cec Lowyatar va ser expulsat ràpidament,     |
| Conduït com un encantador,                      |
| Per embruixar la gent de les terres baixes,     |
| Per generar conflictes i enveja.                |